# Tallacircuit

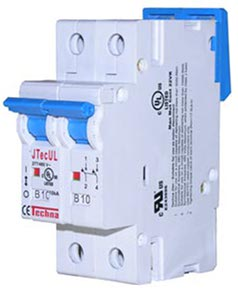
Un tallacircuit magnetotèrmic de dues fases

Un tallacircuit, disjuntor o interruptor automàtic és un dispositiu capaç d'interrompre o obrir un circuit elèctric quan la intensitat del corrent elèctric que hi circula excedeix d'un determinat valor o, en el cas que es produeixi un curtcircuit, amb l'objectiu de no causar danys a la instal·lació elèctrica. A diferència dels fusibles, que s'han de canviar després que el fongui la sobreintensitat, el tallacircuit es pot tornar a activar un cop s'hagi localitzat i arreglat la causa que l'ha fet saltar.
Se'n fabriquen de diferents mides i característiques, i per això se'n poden trobar en habitatges, indústries i comerços.

## Descripció
El disjuntor diferencial és un element de protecció per a les persones. Té un transformador diferencial (és a dir que detecta diferències d'intensitat de corrent), té un nucli magnètic sobre el qual està atropellada la fase (per exemple, en sentit horari) i el neutre (en sentit contrari a l'anterior), a més d'una bobina de detecció, que alimenta un petit electroimant, que efectua el tret. Quan per la fase circula la mateixa quantitat de corrent que pel neutre (funcionament normal) el flux magnètic és nul, per la qual cosa a la bobina de detecció el voltatge induït val 0V; així que hi ha una fuita a terra (pot ser a través del tercer fil o d'una persona) per la fase circula el total del corrent, però pel neutre només «surt» el total menys la quantitat que s'està desviant a terra (aquesta quantitat depèn de cada cas), per la qual cosa si la diferència és més gran que la de tret, el voltatge als extrems de l'enrotllament detector és suficient per activar l'electroimant que efectua la desconnexió.
Diferència amb una clau tèrmica
La tèrmica, només protegeix la instal·lació; al seu interior té un parell bimetàl·lic (dos metalls amb diferent coeficient de dilatació) reblats en un dels seus extrems; en circular un corrent superior a la calibrada (circula a través del parell), un metall es dilata més que l'altre, corbant el parell bimetàl·lic, cosa que fa activar el mecanisme de tret.
Sempre s'aconsella col·locar una tèrmica «aigües amunt» del disjuntor diferencial, i que aquesta sigui de menor calibre, ja que el disjuntor és un element més car que la tèrmica. A més d'això, és aconsellable tenir-ne un a tota instal·lació elèctrica i que un cop per mes es pressioni el botó de prova per verificar-ne el funcionament correcte.

## Orígens
Una forma primerenca de disjuntor va ser descrita per Thomas Edison en una sol·licitud de patent de 1879, encara que el seu sistema de distribució d'energia comercial feia servir fusibles. El seu propòsit era protegir el cablejat del circuit d'il·luminació de curtcircuits i sobrecàrregues accidentals. Brown, Boveri & Cie el 1924 va patentar un modern disjuntor en miniatura similar als que ara s'usen. Hugo Stotz, un enginyer que havia venut la seva companyia a BBC, va ser acreditat com l'inventor a DRP (Deutsches Reichspatent) 458392. L'invent de Stotz va ser el precursor del modern interruptor termomagnètic que s'usa comunament als centres de càrrega domèstics fins avui.
La interconnexió de múltiples fonts generadores en una xarxa elèctrica va requerir el desenvolupament de disjuntors amb valors nominals de voltatge creixents i una capacitat més gran per interrompre de manera segura els corrents creixents de curtcircuit produïts per les xarxes. Els interruptors manuals simples de trencament d'aire produïen arcs perillosos en interrompre els alts voltatges; aquests van donar pas a contactes tancats en oli i diverses formes que utilitzen el flux dirigit d'aire pressuritzat, o oli pressuritzat, per refredar i interrompre l'arc. En 1935, els disjuntors especialment construïts que es van utilitzar en el projecte de la presa de Boulder van utilitzar vuit interrupcions en sèrie i flux d'oli pressuritzat per interrompre falles de fins a 2.500 MVA, en tres cicles de la freqüència de alimentació de CA.

## Característiques i tipus
Els paràmetres més importants d'un tallacircuit són:
- Calibre o corrent nominal: Corrent de treball per la qual està dissenyat el dispositiu.
- Tensió de treball: Tensió per la qual està dissenyat el tallacircuit.
- Potència de tall: Intensitat màxima que el tallacircuit pot interrompre. Amb intensitats elevades es poden produir fenòmens com arc voltaic, fusió i soldadura de materials que impedirien que s'obrís el circuit.
- Potència de tancament: Intensitat màxima que pot circular pel dispositiu en el moment de tancar sense que pateixi desperfectes per un xoc elèctric.
- Nombre de pols: Nombre màxim de conductors que es poden connectar l'interruptor automàtic.

La majoria de tallacircuits són de corrent altern, però també n'hi ha de corrent continu.

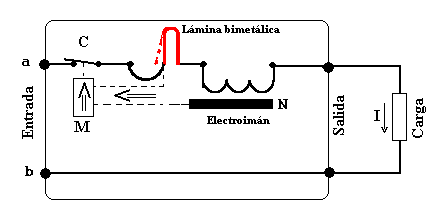
Diagrama de un interruptor magneto-tèrmico

Els tipus més habituals de tallacircuits són:
- Tallacircuit magnetotèrmic.
- Tallacircuit magnètic.
- Tallacircuit tèrmic.
- Tallacircuit per corrent diferencial.
- Guardamotor.

Coloquialment se li diu "automàtics", "fusibles", "breaker" -de circuit breaker- o fins i tot "ploms" als tallacircuits magnetotèrmics i al diferencial instal·lats als habitatges.
En el cas dels ferrocarrils, s'utilitza un tallacircuit per obrir i desconnectar la línia principal de tensió, tallant el corrent directament a partir del pantògraf a la resta del tren.

### Estat sòlid
Els interruptors d'estat sòlid, també coneguts com a interruptors digitals, són una innovació tecnològica que promet una tecnologia avançada d'interruptors des del nivell mecànic fins a l'elèctric. Això promet diversos avantatges, com ara tallar el circuit en fraccions de microsegons, un millor seguiment de les càrregues del circuit i una vida útil més llarga. Els interruptors de circuit d'estat sòlid (SSCB) s'han desenvolupat per a potència de corrent continu de mitjana tensió i poden utilitzar transistors de carbur de silici o tiristors de commutació de porta integrada (IGCT) per a la commutació.

## Funcionament

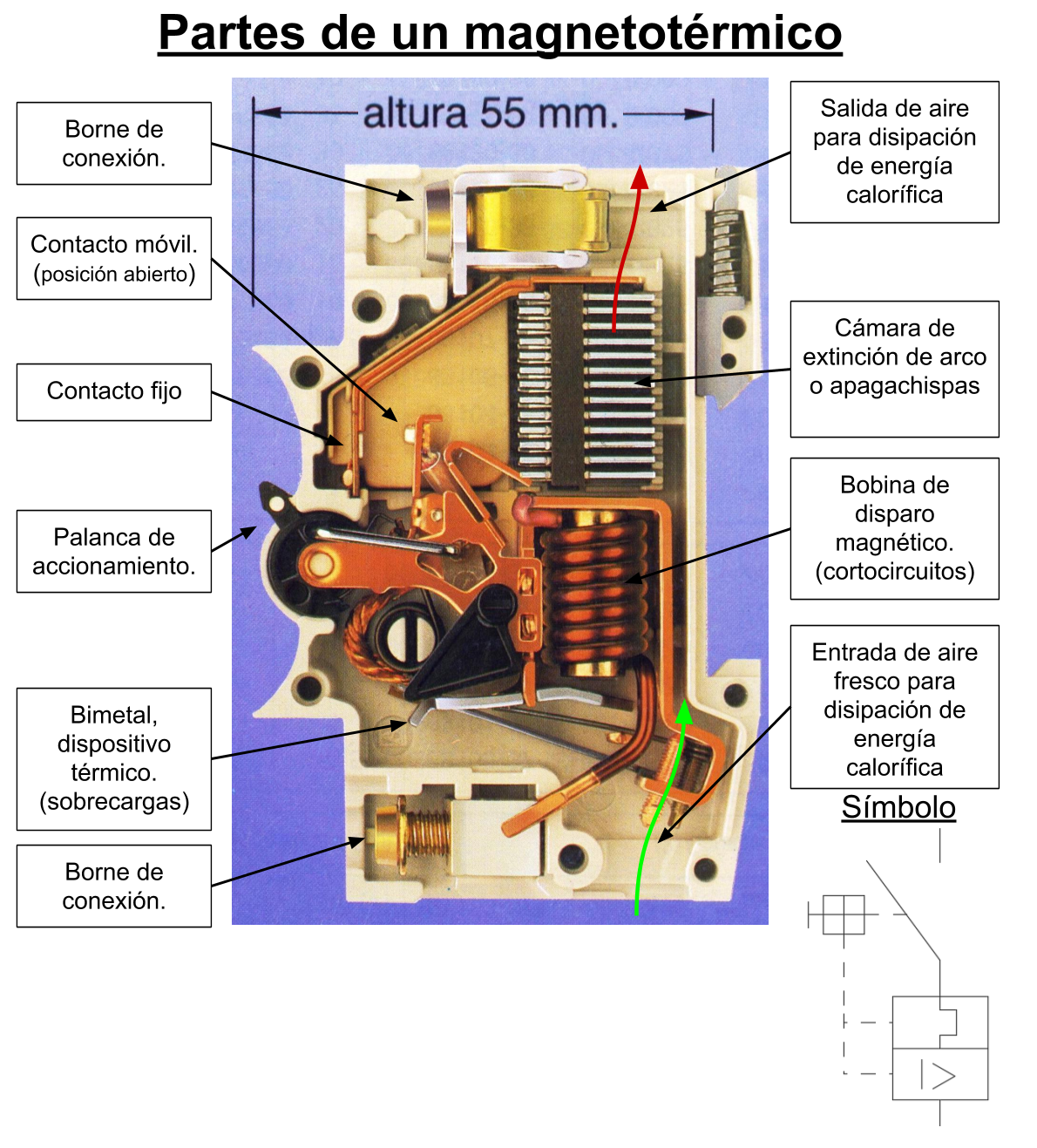
El tallacircuit internament.

- Dispositiu tèrmic (present a la majoria de tallacircuits tèrmics i magnetotèrmics):

Està compost per un bimetall calibrat pel qual circula el corrent que alimenta la càrrega. Quan supera a la intensitat per a la qual està construït l'aparell, s'escalfa, es va dilatant i provoca que el bimetall s'arquegi, fet que produeix que l'interruptor s'obri automàticament.
Està conformat per un solenoide o electroimant, la força d'atracció del qual augmenta amb la intensitat del corrent. Els contactes de l'interruptor es mantenen en contacte elèctric per mitjà d'un pestell i, quan el corrent supera el rang permès per l'aparell, el solenoide allibera el pestell, separant els contactes per mitjà d'un ressort. Alguns tipus d'interruptors inclouen un sistema hidràulic de retard, submergint el nucli del solenoide en un tub farcit amb un líquid viscós. El nucli està subjecte amb un ressort que el manté desplaçat pel que fa al solenoide mentre el corrent circulant es mantingui per sota del valor nominal de l'interruptor. Durant una sobrecàrrega, el solenoide atrau el nucli a través del fluid per així tancar el circuit magnètic, aplicant força suficient per a alliberar el pestell. Aquest retard permet breus alces de corrent més enllà del valor nominal de l'aparell, sense arribar a obrir el circuit, en situacions com ara arrencada de motors. Els corrents de curtcircuit subministren prou força al solenoide per alliberar el pestell independentment de la posició del nucli, evitant així l'obertura amb retard.
- Dispositiu magnètic (present a la majoria de tallacircuits magnètics i magnetotèrmics):

Està format per una bobina, un nucli i una part mòbil. La intensitat que alimenta la càrrega travessa la bobina, i en el cas que sigui molt superior a la intensitat nominal de l'aparell es crea un camp magnètic que és capaç d'arrossegar la part mòbil i provocar que s'obri el circuit de forma quasi instantània.
Sota condicions de curtcircuit, circula un corrent molt més gran que el corrent nominal; quan un contacte elèctric obre un circuit on hi ha gran flux de corrent, generalment es produeix un arc elèctric entre aquests contactes ja oberts, que permet que el corrent segueixi circulant. Per evitar-ho, els interruptors incorporen característiques per dividir i extingir l'arc elèctric. En petits interruptors s'implementa una cambra d'extinció de l'arc, que consisteix en diverses plaques metàl·liques o crestes de material ceràmic, que ajuden a baixar la temperatura de l'arc. L'arc és desplaçat fins a aquesta cambra per la influència d'una bobina de bufat magnètic. En interruptors més grans, com els utilitzats en subestacions elèctriques es fa servir el buit, gasos inerts com l'hexafluorur de sofre o oli per fer més feble l'arc.
La capacitat de ruptura o poder de tall d‟un interruptor és el màxim corrent de curtcircuit que és capaç d‟interrompre amb èxit sense patir danys majors. Si el corrent de curtcircuit s'estableix a un valor superior al poder de tall d'un interruptor, aquest no el pot interrompre i es destruirà.
Els petits interruptors poden ser instal·lats directament al costat de l'equip a protegir, encara que generalment es disposen en un tauler dissenyat amb aquesta finalitat. Els interruptors de potència s'emplacen en armaris elèctrics, mentre que els d'alta tensió es poden ubicar a l'aire lliure.

## Curtcircuit
Els interruptors automàtics es classifiquen tant pel corrent normal que s'espera que transportin com pel corrent màxim de curtcircuit que poden interrompre de manera segura. Aquesta darrera xifra és la capacitat d'interrupció d'amperes (AIC) de l'interruptor.
En condicions de curtcircuit, el corrent de curtcircuit previst màxim calculat o mesurat pot ser moltes vegades el corrent nominal normal del circuit. Quan els contactes elèctrics s'obren per interrompre un gran corrent, hi ha una tendència que es formi un arc entre els contactes oberts, la qual cosa permetria que el corrent continuï. Aquesta condició pot crear gasos ionitzats conductors i metall fos o vaporitzat, cosa que pot provocar la continuació de l'arc o la creació de curtcircuits addicionals, cosa que podria provocar l'explosió de l'interruptor automàtic i l'equip on està instal·lat. Per tant, els interruptors automàtics han d'incorporar diverses característiques per dividir i extingir l'arc.
El corrent màxim de curtcircuit que pot interrompre un interruptor es determina mitjançant proves. L'aplicació d‟un interruptor en un circuit amb un possible corrent de curtcircuit superior a la classificació de capacitat d'interrupció de l'interruptor pot provocar que l'interruptor no interrompi una falla de manera segura. En el pitjor dels casos, l'interruptor pot interrompre amb èxit la falla, només per explotar quan es reinicia.
Els disjuntors típics del panell domèstic estan classificats per interrompre un corrent de curtcircuit de 6 kA (6.000 A), tot i que altres valors comuns són 10 kA i 25 kA.
Els disjuntors en miniatura que es fan servir per protegir els circuits de control o els electrodomèstics petits poden no tenir prou capacitat d'interrupció per utilitzar en un panell; aquests interruptors automàtics s'anomenen "protectors de circuit complementaris" per distingir-los dels interruptors automàtics de distribució.

## Disjuntors "intel·ligents"
Diverses empreses han considerat afegir monitorització per a electrodomèstics a través de l'electrònica o utilitzar un disjuntor digital per monitorar els disjuntors de forma remota. Les empreses de serveis públics als Estats Units han estat revisant l'ús de la tecnologia per encendre i apagar els electrodomèstics, així com per apagar potencialment la càrrega d'automòbils elèctrics durant els períodes d'alta càrrega de la xarxa elèctrica. Aquests dispositius sota investigació i prova tindrien capacitat sense fils per monitorar l'ús elèctric en una casa a través d'una aplicació de telèfon intel·ligent o altres mitjans.

## Altres disjuntors

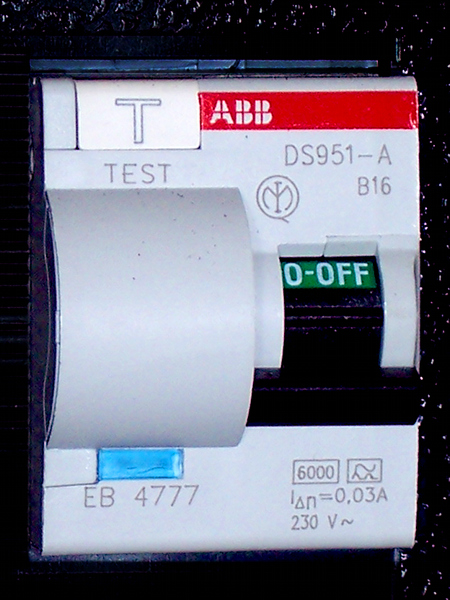
Disjuntor de corrent residual amb protecció contra sobrecorrent

Els tipus següents es descriuen en articles separats.
- Interruptors per a proteccions contra falles a terra massa petits per encendre un dispositiu de sobrecorrent:
  - Dispositiu de corrent residual (RCD), o disjuntor de corrent residual (RCCB): detecta el desequilibri de corrent, però no proporciona protecció contra sobrecorrent. Als Estats Units i Canadà, aquests es denominen interruptors de circuit per falla a terra (GFCI).
  - Interruptor automàtic de corrent residual amb protecció contra sobrecorrent (RCBO): combina les funcions d'un RCD i un MCB en un sol paquet. Als Estats Units i Canadà, aquests es denominen disjuntors GFCI.
  - Disjuntor de fuga a terra (ELCB): detecta el corrent al cable de terra directament en lloc de detectar el desequilibri. Ja no es veuen en instal·lacions noves, ja que no poden detectar cap condició perillosa en què el corrent torni a la terra per una altra ruta, com una persona a terra o una canonada. (també anomenat VOELCB al Regne Unit).
- Reconnectador — Un tipus de disjuntor que es tanca automàticament després d'un retard. Aquests s'utilitzen en els sistemes aeris de distribució d'energia elèctrica, per evitar que les falles de curta durada provoquin interrupcions sostingudes.
- Fusible rearmable — Un dispositiu petit comunament descrit com un fusible de restabliment automàtic en lloc d'un disjuntor.